# Félix Acosta Núñez
Félix Acosta Núñez (20 de febrero de 1924 - 14 de junio de 2005) fue un periodista deportivo, presentador y exeditor de deportes del Listín Diario, uno de los principales periódicos de República Dominicana. Estudió tres años la carrera de medicina y la abandonó por su amor a los deportes.

## Carrera profesional
Acosta Núñez fue uno de los comentaristas deportivos más famosos, no sólo en la República Dominicana, sino en América Latina. Hizo varios programas de televisión en el canal Radio Televisión Dominicana. En el ámbito del béisbol fue más conocido como el comentarista desde el Estadio Tetelo Vargas propiedad de las Estrellas Orientales.
Acosta Núñez fue presidente de la "Asociación de Cronistas Deportivos de Santo Domingo" (ACD) y de esa entidad recibió múltiples reconocimientos, incluyendo el premio "Cronista del Año" que obtuvo en seis ocasiones. También fue condecorado en varias ocasiones por sus méritos acumulados en la crónica deportiva.
Fue exaltado al Pabellón de la Fama del Deporte Dominicano, en 1999.
Tras su retiro, fue homenajeado por el Listín Diario como uno de sus mayores contribuyentes y una parte del estadio donde solía trabajar como comentarista deportivo fue nombrado con su nombre.
Acosta-Núñez falleció el 14 de junio de 2005, a seguidas de una larga batalla contra el alzhéimer.